# 武夷山崖墓群
27°38′53″N 117°56′55″E / 27.64806°N 117.94861°E
武夷山崖墓群位于中国福建省武夷山市武夷山风景名胜区九曲溪两岸和北山景区的悬崖岩洞、裂隙内，1985年作为“武夷山史迹”的组成部分被列为福建省文物保护单位，2006年被列为第六批全国重点文物保护单位。
崖墓葬俗流行于古代中国南方和东南亚一带，在青铜时代，居住在武夷山的古闽人也存在这种葬俗。武夷山现已发现的崖墓群尚保存有18处，有20多具船棺，主要散见于大王峰、换骨岩、玉女峰、仙馆岩、小藏峰、大藏峰、太子岩、仙钓台、鼓子峰、鸣鹤峰、观音岩、白岩、长窠、霞宾岩等处。古人游览武夷山时常能见到这些先民遗物，因其高不可攀，甚至以为“仙迹”，常称为架壑船、仙船、仙脱、仙函等。直到现代经考古发掘才真相大白。1973年和1978年分别在观音岩和白岩崖墓中各取下一具船棺。在距谷底51米的白岩上取下的这具船棺，长4.89米，宽0.55米，高0.73米，使用整木刳成，分底和盖两部分，棺内尸骨尚存，随葬品有竹席、龟形足木盘以及丝棉麻等纺织品炭化碎片，经碳十四测定，棺木年代距今约3750年—3295年。
- 大藏峰崖墓
- 大藏峰崖墓